# Brian Barry
Pour les articles homonymes, voir Barry.
Brian Barry (13 janvier 1936 - 10 mars 2009) est un philosophe britannique, spécialiste de philosophie morale et politique.

## Biographie
Il a étudié au Queen's College de l'université d'Oxford, où il obtient son doctorat sous la direction de H. L. A. Hart. Ses travaux ont contribué à relier la philosophie analytique et la science politique, et ont également porté sur la théorie du choix social et sur la critique de la théorie des choix publics.
Il proposa l'une des premières lectures critiques de l'œuvre fondatrice de John Rawls, Théorie de la justice, dans The Liberal Theory of Justice (1973). Par la suite, c'est dans le sillage de Rawls qu'il inscrivit ses travaux, en défendant une conception de la justice sociale comme impartialité (viser des normes sociales que nul ne pourrait raisonnablement rejeter, selon la formule de T. M. Scanlon (en)).
Au début des années 2000, il relança le débat sur le multiculturalisme en en proposant une sévère critique égalitariste, dans Culture & Equality: An Egalitarian Critique of Multiculturalism (2001).
Vers la fin de sa vie, il devint également un ardent défenseur du revenu de base, ou allocation universelle, jugeant même, lors de son dernier séminaire à l'université Columbia, que deux évènements importants, seulement, avaient compté pour la philosophie politique au long de sa carrière : la publication de Théorie de la justice et le débat sur le revenu de base.

## Publications
- Why Social Justice Matters (Polity 2005)
- Culture & Equality: An Egalitarian Critique of Multiculturalism (2001)
- Justice as Impartiality (1995)
- Theories of Justice (Berkeley, 1989)
- Democracy, Power, and Justice: Essays in Political Theory (Oxford, 1989)
- The Liberal Theory of Justice (1973)
- Sociologists, Economists and Democracy (1970)
- Political Argument (1965, Reissue 1990)

En français, on peut lire son article " Libéralisme et propriété privée" publié dans le Monde du 10 mars 1990. S'interrogeant sur la transition postsoviétique vers l'économie libérale des pays d'Europe de l'Est, et sur la faillite de la théorie libérale analysée par John N. Gray, il y fait une critique des thèses de Friedrich Hayek  sur le libéralisme, qu'il qualifie de théorisation fallacieuse de pratiques historiques basées sur des principes libéraux, en se référant à John Stuart Mill et John Rawls.